# Сікора Богдан
Богда́н Сіко́ра (псевдо: «Карпенко», «Журба») (* 1923, с. Дашава, Стрийський повіт, Станиславівське воєводство — † 25 листопада 1948, с. Дашава, Стрийський район, Дрогобицька область) — командир сотні УПА «Опришки».

## Життєпис
Народився 1923 року в с. Дашава Стрийського повіту Станиславівського воєводства (нині Стрийського району Львівської області) в багатодітній селянській родині. Після закінчення сільської школи навчався у Стрийській гімназії, вступив до Юнацтва ОУН. У 1942—1944 рр. навчався в одному з вищих навчальних закладів Львова.
Наприкінці лютого 1944 р. скерований ОУН для проходження старшинського вишколу у групі студентів на чолі з «Козаком» (Косарчин Ярослав Григорович). З березня по липень 1944 р. був курсантом Старшинської школи «Олені-1», далі — інструктором-вишкільником самооборонних відділів Калуської округи ОУН. У вересні-жовтні 1944 р. — командир вишкільної сотні «Опришки». Наприкінці жовтня сотня була розпорошена під час облави, а сотенний з роєм стрільців відійшов на Стрийщину.
З кінця листопада 1944 р. призначений командиром чоти в сотні «Месники» (командир булавний «Нечай» — Михайло Фридер) ВО-5 «Маківка» УПА-Захід.
Після розформування сотні навесні 1945 р. переведений до теренової мережі ОУН Дрогобиччини. Навесні 1947 р. був референтом пропаганди Стрийського надрайонного проводу ОУН. Загинув у бою 26 травня 1947 р. в бою, потрапивши в засідку поблизу рідного села.